# Episodi di The Boys (quarta stagione)
La quarta stagione della serie televisiva The Boys, composta da 8 episodi, è stata diffusa su Prime Video dal 13 giugno 2024.
Il cast principale di questa stagione è composto da: Karl Urban, Jack Quaid, Antony Starr, Erin Moriarty, Jessie T. Usher, Laz Alonso, Chace Crawford, Tomer Capone, Karen Fukuhara, Nathan Mitchell, Colby Minifie, Claudia Doumit, Cameron Crovetti, Susan Heyward, Valorie Curry e Jeffrey Dean Morgan.
| nº | Titolo originale                    | Titolo italiano                           | Pubblicazione  |
| -- | ----------------------------------- | ----------------------------------------- | -------------- |
| 1  | Department of Dirty Tricks          | Dipartimento giochi sporchi               | 13 giugno 2024 |
| 2  | Life Among the Septics              | Vita tra gli Yankee                       | 13 giugno 2024 |
| 3  | We'll Keep the Red Flag Flying Here | La bandiera rossa continuerà a sventolare | 13 giugno 2024 |
| 4  | Wisdom of the Ages                  | La saggezza dell'età                      | 20 giugno 2024 |
| 5  | Beware the Jabberwock, My Son       | Attento al Ciciarampa, figlio mio         | 27 giugno 2024 |
| 6  | Dirty Business                      | Affari sporchi                            | 4 luglio 2024  |
| 7  | The Insider                         | L'infiltrato                              | 11 luglio 2024 |
| 8  | Season Four Finale                  | Finale della quarta stagione              | 18 luglio 2024 |

## Dipartimento giochi sporchi
- Titolo originale: Department of Dirty Tricks
- Diretto da: Phil Sgriccia
- Scritto da: David Reed

### Trama
I Boys si infiltrano alla serata di promozione della campagna politica di Victoria Neuman. L'evento viene interrotto dall'arrivo di Patriota e Ryan. Butcher avvicina il ragazzino per tentare di convincerlo a tornare da Grace Mallory, ma lui rifiuta e torna da suo padre. Il resto del gruppo, nel mentre, si intrufola nella stanza della Neuman, ma viene scoperto dalla figlia della donna, Zoe, la quale si rivela essere una super e li attacca, costringendoli alla fuga. In seguito Hughie affronta Victoria, ma lei lo minaccia dimostrandogli di essere invulnerabile.
Patriota, nel frattempo, è ai ferri corti: a breve ci sarà il suo processo per omicidio, è preoccupato perché mostra i primi segni di invecchiamento e deve anche scegliere i tre nuovi membri dei Sette; Inoltre è estremamente infastidito dall'atteggiamento servile degli altri super (Abisso, A-Train e Black Noir II) e dei dipendenti della Vought, al punto che, quando ordina ad Abisso di praticare sesso orale a A-Train, questi sta per farlo seriamente pur di non contrariarlo. Successivamente Patriota fa visita a Sorella Sage, la super più intelligente del mondo. Sage dimostra la sua intelligenza intuendo il fatto che Patriota tinge sempre più spesso i capelli per nascondere l'invecchiamento. Impressionato, Patriota le offre un posto nei Sette.
Butcher incontra segretamente Victoria e le comunica di sapere cosa sta accadendo alla Godolkin University, proponendole un'alleanza. Neuman gli chiede in cambio i file che Hughie ha su di lei. Intanto, Annie visita la Starlight House ma realizza che la gente la sosterrà solo se indossa il costume da Starlight, nonostante ormai conoscano tutti la sua vera identità. Alla Starlight House c'è anche Frenchie, il quale conosce Colin, un giovane che lavora lì, e se ne innamora. Kimiko è gelosa, ma dice a Frenchie di fare ciò che lo rende felice.
Su consiglio di Sage, Patriota invita tre fan nella torre dei Sette. Una volta lì, tuttavia, ordina ad Abisso, A-Train e Noir di ucciderli con delle mazze da baseball. Successivamente si reca al suo processo, dove viene assolto dall'accusa per omicidio, mentre all'esterno del tribunale i fan di Starlight e di Patriota si radunano, i primi per protestare e i secondi per sostenere il loro idolo. Sage, mescolatasi agli Starlighters, scatena una rissa. Starlight e Patriota intervengono per calmare i fan, mentre A-Train, su ordine di Patriota, porta i cadaveri dei fan uccisi per far ricadere la colpa sugli Starlighters. Alla fine della giornata, Patriota raggiunge Ryan a casa, e il ragazzino gli chiede di non uccidere Butcher. Abisso si sfoga su quanto accaduto con il suo polpo. Butcher ha un'allucinazione della defunta moglie Becca, che lo convince a rinunciare all'accordo con la Neuman. Infine, Hughie scopre che suo padre ha avuto un ictus. Si precipita in ospedale, dove incontra sua madre.
- Special guest star: Tilda Swinton (Ambrosius il polpo), Simon Pegg (Hugh Campbell Sr.), Rosemarie DeWitt (Daphne Campbell), Shantel VanSanten (Becca Butcher).
- Guest star: Frances Turner (Monique), Elliot Knight (Colin), Kimberly-Sue Murray (Kiara), Matthew Gorman (Todd), Matthew Edison (Cameron Coleman), Laila Robins (Grace Mallory), Jim Beaver (Robert "Dakota Bob" Singer).
- Altri interpreti: Olivia Morandin (Zoe Neuman), Nicolas Van Burek (Dirk), John Kaye (Greg), Dov Tiefenbach (Steve), Nneka Elliott (se stessa), Leigh Bush (Hailey Miller), Derek Perks (Patriottico), Steven Pigozzo (agente del servizio segreto), Ryan Manning (Roland Keating).

## Vita tra gli Yankee
- Titolo originale: Life Among the Septics
- Diretto da: Karen Gaviola
- Scritto da: Jessica Chou

### Trama
A-Train è impegnato a girare un film sulla sua vita, ma si trova a litigare con il regista a causa della rappresentazione totalmente sbagliata e razzista delle sue origini. Black Noir II gli rivela che non ha mai ucciso nessuno prima dell'omicidio dei tre sostenitori di Patriota, con il velocista che gli consiglia di stare sempre in silenzio come il suo predecessore.
Intanto, Hughie parla con sua madre dopo tanti anni, scoprendo che lei e suo padre si sentono da più di un anno e che l'uomo ha lasciato a lei la procura. Frenchie, invece, si sveglia con Colin dopo aver passato la notte insieme. Successivamente, al covo, Butcher confessa ai Boys che gli resta poco tempo da vivere, venendo espulso dal gruppo da Latte Materno. Patriota e Sorella Sage organizzano la prima missione di Ryan, che consiste in un finto salvataggio orchestrato a regola d’arte. Frenchie, Kimiko e L.M. decidono di pedinare Sage, avendo capito che lei e Patriota sono in combutta, mentre Hughie e Starlight restano in ospedale con il padre di Hughie. Il pedinamento conduce i tre ad un convegno complottista tenuto dalla super Firecracker. Qui scoprono che Butcher li ha seguiti, e che Sage sapeva di essere pedinata. Scoppia un combattimento massiccio e sanguinoso nel quale perde la vita l'alleato di Firecracker, Splinter; Firecracker, tuttavia, riesce a fuggire.
Durante la finta missione di Ryan, Patriota appare all'improvviso fuori copione, spingendo Ryan a usare i suoi poteri e provocando la morte del falso criminale (in realtà uno stunt-man). Dopo un litigio avvenuto al convegno, Butcher fa visita a Latte Materno nel tentativo di tornare nel gruppo, senza successo. Frenchie torna a fare uso di droghe e fa visita alla sua ex ragazza Cherie, alla quale spiega la sua situazione rivelando di aver ucciso lui la famiglia di Colin, il ragazzo di cui è innamorato, quando era un criminale.
Intanto, A-Train fa visita a suo fratello Nathan in ospedale, il quale lo rimprovera per le sue malefatte. Sentendosi in colpa per le sue azioni, A-Train fornisce a Starlight e a Hughie le prove per scagionare gli Starlighters dall'accusa di omicidio dei tre sostenitori di Patriota.
- Special guest star: Will Ferrell (se stesso), Simon Pegg (Hugh Campbell Sr.), Rosemarie DeWitt (Daphne Campbell).
- Guest star: Rob Benedict (Splinter), Elliot Knight (Colin), Kimberly-Sue Murray (Kiara), P. J. Byrne (Adam Bourke), Jordana Lajoie (Cherie), Christian Keyes (Nathan Franklin), Malcolm Barrett (Seth Reed), David Reale (Evan Lambert), Matthew Edison (Cameron Coleman).
- Altri interpreti: Sabrina Saudin (Also Ashley), Laura de Carteret (Katrin Roderick), Mitchell Court (fan), Finn McCager Higgins (pazzo), Madeleine Hodges (pedone), Shayelin Martin (Rachel), Avion Harris (Benny Long), Andre Anthony (Ian Rashford), Zayn Maloney (Desean), Isaac Murray (Khamari), Idaya Bello (drogata), Deney Forrest (gangster), John Koyama (Koy), Geoff Scovell (controfigura), James Eddy (criminale #1), Alex Armbruster (criminale #2), Beatrice Schneider (bambina con i codini).

## La bandiera rossa continuerà a sventolare
- Titolo originale: We'll Keep the Red Flag Flying Here
- Diretto da: Fred Toye
- Scritto da: Ellie Monahan

### Trama
Sorella Sage e Firecracker vengono presentate ufficialmente come membri dei Sette da Patriota. Butcher si accorda con il suo vecchio amico della CIA Joe Kessler per recuperare Ryan e addestrarlo. Hughie e Annie fanno visita a un avvocato per cercare di riottenere la procura dalla madre del ragazzo, Daphne. Tuttvia, gli viene detto che non c'è niente che possa fare.
Frenchie va da Colin alla Starlight House, ma il loro appuntamento viene rovinato da un complottista che, istigato da Firecracker, comincia ad accusare Starlight di vari e assurdi crimini. Frenchie finisce per discutere con il complottista, che lo aggredisce. In seguito Colin medica le sue ferite. Intanto, le elezioni si concludono con la vittoria di Robert Singer come presidente e di Victoria Neuman come vice presidente. Appena eletto, Singer decide di estromettere i Super dalle questioni politiche e militari.
Alla Torre dei Sette, Sage rimpiazza Ashley come CEO della Vought e annuncia che qualcuno ha fatto trapelare le prove che hanno scagionato gli Starlighters dell'omicidio dei tre sostenitori di Patriota. Tutti cominciano a sospettarsi tra loro. Patriota, in particolare, va su tutte le furie e uccide l'innocente Anika, da lui sospettata di essere una spia di Starlight. Butcher contatta Ryan, convincendolo ad andare a trovarlo. Il suo piano è quello di sedarlo e portarlo da Kessler, ma all'ultimo cambia idea, trascorrendo invece del tempo insieme a lui, nel quale entrambi si aprono sui propri problemi e paure. Nel frattempo, Annie affronta Firecracker, la quale rivela di avere rancore verso Starlight per aver subito del bullismo da parte sua quando erano ragazzine.
Hughie e Latte Materno si infiltrano in un incontro tra Patriota, Neuman e Sage durante le prove di uno spettacolo di Natale sul ghiaccio, in cui questi ultimi complottano per assassinare Singer. Patriota tuttavia scopre Hughie e lo insegue, ma A-Train salva il ragazzo. Poco tempo dopo, la madre di Hughie, Daphne, rivela al figlio che la depressione e un fallito tentativo di suicidio l'hanno portata ad abbandonare la sua famiglia. Patriota rimprovera Ryan per aver fatto visita a Butcher, cosa che gli provoca un esaurimento nervoso. Il suo riflesso allo specchio gli ordina di tornare al laboratorio in cui è cresciuto.
- Special guest star: Tilda Swinton (Ambrosius), Rosemarie DeWitt (Daphne Campbell).
- Guest star: Elliot Knight (Colin), Katia Winter (Little Nina), Nancy Lenehan (Barbara), Matthew Edison (Cameron Coleman), Ana Sani (Anika), Erika Prevost (Tala), Jim Beaver (Robert "Dakota Bob" Singer).
- Altri interpreti: Olivia Morandin (Zoe Neuman), Nneka Elliott (se stessa), Tony Marra (capo dello staff), Nicole Moller (agente del servizio segreto #1), Edmund Stapleton (agente del servizio segreto #2), Dov Tiefenbach (Steve), Robert Fulton (uomo di mezza età), Jackson Reid (corista), David Murrell (direttore del coro), Rob Baker (persona nella folla).

## La saggezza dell'età
- Titolo originale: Wisdom of the Ages
- Diretto da: Phil Sgriccia
- Scritto da: Geoff Aull

### Trama
Patriota torna al laboratorio dove è nato e cresciuto, solo per tormentare e massacrare i dipendenti che lo avevano torturato fisicamente e psicologicamente in passato. Barbara Findely, direttrice del laboratorio, gli svela che furono degli psicologi da lei assunti a creare in Patriota un costante bisogno di approvazione.
Daphne decide di togliere il supporto vitale al padre di Hughie, cosa che lo ucciderà con grande dispiacere di Hughie, mentre Annie incontra Singer per aiutarlo, a patto di abbattere definitivamente la Vought. Hughie e Kimiko si incontrano con A-Train, affinché Hughie possa chiedergli una dose di Composto V per salvare suo padre. A-Train accetta, sperando di mettere da parte il passato turbolento con Hughie. I due subiscono tuttavia un'imboscata da parte dei membri dell’Esercito del Sole Splendente, in cerca di vendetta su Kimiko, ma riescono a respingerli.
Dinanzi alla Starlight House, Firecracker tiene un discorso pubblico, organizzato da Sage, per screditare e provocare Annie. Dopo che Firecracker ha fatto trapelare informazioni private sul passato di Starlight in diretta televisiva, incluso il suo aborto, Annie furiosa arriva sul posto e aggredisce fisicamente la super, finendo tuttavia per distruggere ulteriormente la sua reputazione. Singer, in seguito, taglia i legami con Annie. Nel frattempo, Frenchie indaga nella roulotte di Firecracker, ma viene attaccato da Ezechiele. Butcher, giunto in suo soccorso, sta avendo la peggio, quando in lui si attiva un misterioso potere che causa la brutale morte di Ezechiele. Colin medica le ferite di Frenchie, ma quest'ultimo ha un crollo in cui rivela di aver ucciso lui la famiglia di Colin anni prima. Sconvolto, Colin lo lascia minacciandolo di non farsi più vedere.
Più tardi, Butcher assiste di nascosto ad A-Train che consegna una fiala di V a Hughie, venendo perdonato dal ragazzo; tuttavia, Butcher convince Hughie a non iniettare la sostanza a suo padre, confessando che lui stesso quattro mesi prima aveva prelevato un campione di V per curare la sua malattia terminale, senza apparenti risultati. Poco dopo in ospedale, tuttavia, sembra che Daphne abbia iniettato il Composto V al padre di Hughie, facendolo risvegliare.
- Special guest star: Will Ferrell (se stesso), Simon Pegg (Hugh Campbell Sr.), Rosemarie DeWitt (Daphne Campbell), Shantel VanSanten (Becca Butcher).
- Guest star: Nancy Lenehan (Barbara), Elliot Knight (Colin), Derek Wilson (Tek Knight), Kimberly-Sue Murray (Kiara), Shaun Benson (Ezechiele), Matthew Edison (Cameron Coleman), Erika Prevost (Tala), Murray Furrow (Martin), Jim Beaver (Robert "Dakota Bob" Singer).
- Altri interpreti: Stephanie Herrera (dottoressa), Evan Annisette (guardia della sicurezza), Mark Cowling (Frank), Isaac Weeks (Patriota da giovane), Proshua Hussein (scienziata #1), Breanna Dillon (scienziata #2), Faisal Butt (scienziato #3), Vivian Or (scienziata #4), Paul Aihoshi (scienziato #5), Chantelle Bishop (scienziata #6).

## Attento al Ciciarampa, figlio mio
- Titolo originale: Beware the Jabberwock, My Son
- Diretto da: Shana Stein
- Scritto da: Judalina Neira

### Trama
Abisso e Cameron Coleman presentano il V52, una convention per i fan della Vought e dei Sette, dove A-Train presenta il suo film.
Dopo che Hugh Campbell Sr. si è risvegliato dal coma, Daphne rivela a Hughie di avergli iniettato il Composto V. Annie viene accusata anche dell’uccisione di Ezechiele in seguito allo scandalo con Firecracker. Butcher rivela ai Boys l'esistenza di un virus capace di uccidere i Super, posseduto al momento da Neuman. Butcher e Latte Materno visitano Stan Edgar in prigione e gli chiedono aiuto nell’ottenere il virus in cambio della sua libertà. Stan e i Boys si recano in una casa di campagna dove scoprono che il V è stato somministrato ad alcuni animali da fattoria, rendendoli super e aggressivi. Neuman raggiunge il gruppo e insieme cercano Sameer Shah, padre di Zoe, uno scienziato che possiede l’ultimo campione di virus. Una volta trovato Sameer, il gruppo viene attaccato da delle pecore potenziate, che i Boys riescono a neutralizzare con l’ultima dose rimasta del virus. Sameer viene dato per morto nella colluttazione, mentre Stan viene riportato in carcere ma liberato da Neuman.
In ospedale, Hugh sviluppa dei poteri che gli permettono di attraversare la materia, portandolo a uccidere accidentalmente vari pazienti. Quando Hugh inizia a confondere la realtà, Hughie, dopo averlo fatto tornare in sé, gli somministra un’iniezione letale permettendogli di morire in pace e mettendo fine alla sua sofferenza. Nel frattempo, Cameron Coleman, incastrato da Ashley sotto ricatto di A-Train, viene accusato di aver diffuso il video che ha scagionato gli Starlighters e massacrato dai Sette.
Frenchie, sentendosi in colpa per gli omicidi commessi in passato, si costituisce alla polizia. Butcher, infine, rivela a Joe di aver rapito Sameer con l’intento di sfruttarlo per replicare il virus.
- Special guest star: Will Ferrell (se stesso), Giancarlo Esposito (Stanford "Stan" Edgar), Simon Pegg (Hugh Campbell Sr.), Rosemarie DeWitt (Daphne Campbell).
- Guest star: P. J. Byrne (Adam Bourke), Derek Wilson (Tek Knight), Maddie Phillips (Cate Dunlap), Asa Germann (Sam Riordan), Omid Abtahi (Sameer Shah), Frances Turner (Monique), Matthew Edison (Cameron Coleman).
- Altri interpreti: Liyou Abere (Janine), Conni Miu (Bonnie), Austin Jones (Big Chief Apache), Ray Francis (Dorian Boone), Olivia Viggiani (infermiera #1), Alexa Hazel (infermiera #2), Roderick McNeil (Wall Street Bro), Lorenzo Damiani (guardia della sicurezza ospedaliera), Nicole Moller (agente del servizio segreto #1), Edmund Stapleton (agente del servizio segreto #2), Daniel Staseff (assistente di laboratorio morto), Amber Cull (agente FBSA), Katherine Gauthier (agente di turno).

## Affari sporchi
- Titolo originale: Dirty Business
- Diretto da: Karen Gaviola
- Scritto da: Anslem Richardson

### Trama
Butcher sveglia Sameer e gli ordina di produrre altre dosi del virus anti-Super. Intanto, Firecracker rimpiazza Cameron Coleman come voce della propaganda dei Sette. A-Train contatta L.M. per chiedere aiuto, temendo che lo scopriranno come la talpa che ha fatto scagionare gli Starlighters, visto che Sage sospetta che Coleman sia stato incastrato. In risposta, L.M. gli chiede di dargli altre informazioni utili.
Si tiene il funerale del padre di Hughie, a cui partecipano anche i Boys (tranne Butcher che non dà notizie di sé e Frenchie che è in prigione). Il rito viene interrotto da un fanatico di Firecracker che insulta Annie gridando "l'aborto è omicidio", lasciandola turbata. In seguito Kimiko va a fare visita a Frenchie in prigione, ma lui non vuole vedere nessuno.
Grazie ad A-Train, L.M. scopre che il supereroe Tek Knight ha organizzato nella sua villa una festa per gli esponenti della destra radicale, alla quale partecipano Neuman e i Sette (meno Abisso e Black Noir II, con il primo che, nel frattempo, sprona il nuovo Noir a ricorrere alla violenza, in modo da capire il suo predecessore ed esserne all’altezza). I Boys si infiltrano alla festa facendo travestire Hughie da Webweaver, un supereroe con poteri di ragno, il quale cede loro il suo costume in cambio di droga. Tek Knight vorrebbe entrare nei Sette, ma Patriota mette subito in chiaro che non accadrà. 
Mentre si trova lì, Hughie scopre che Webweaver e Tek Knight erano soliti compiere attività BDSM nella caverna segreta di Tek Night. Hughie è costretto a mantenere la copertura, finendo per essere sottoposto a pratiche sadomasochistiche a cui partecipa anche Ashley. Preoccupati per Hughie, che non è ancora uscito dalla caverna, Annie, L.M. e Kimiko entrano nella villa. Mentre Tek smaschera Hughie notando che non conosce la safe word di Webweaver, Annie incontra Firecracker, con cui si scusa per quanto fatto in passato e che poi seda.
L.M. incontra Sage e le spara in testa, prima di avere un attacco di panico e collassare. A-Train, spronato da Kimiko, salva L.M. portandolo di nascosto in ospedale, dove nota un ragazzino che lo osserva orgoglioso per il gesto che ha appena compiuto. Nel frattempo, Sage sopravvive allo sparo di L.M.; a causa di esso subisce, però, gravi danni cerebrali che fanno temporaneamente regredire la sua intelligenza e le impediscono di aiutare Patriota con il suo discorso. Questi viene dunque umiliato da Neuman, la quale, vedendolo in difficoltà, prende la parola al posto suo davanti agli esponenti della destra.
Annie e Kimiko arrivano nella caverna e salvano Hughie prima che Tek Knight lo violenti. Le donne poi svuotano i suoi conti bancari per costringerlo a rivelare il progetto di Patriota e Sage di convertire le prigioni in campi di concentramento. Prima di poter rivelare altro, Tek viene strangolato a morte dal suo maggiordomo Elijah, disgustato dalla rivelazione. Prima che Hughie e le ragazze se ne vadano, Elijah rivela la safe word di Webweaver, "Zendaya". Il giorno dopo, Firecracker rivela a Patriota che Annie era alla festa e lui capisce che la talpa è ancora viva; mentre Patriota inizia a dubitare della fedeltà di Firecracker, quest'ultima inizia a osannarlo per poi spruzzargli addosso il suo latte materno. La super infine allatta Patriota, stretto tra le sue braccia.
Quando Sameer rivela a Butcher che un virus abbastanza potente da eliminare Patriota potrebbe potenzialmente uccidere tutti i Super della Terra, Billy viene spinto da Kessler a continuare con il piano, per poi scoprire che in realtà Kessler è morto da tempo e che quello con cui parla è un'allucinazione indotta dal cancro, proprio come Becca.
- Special guest star: Rosemarie DeWitt (Daphne Campbell), Shantel VanSanten (Becca Butcher).
- Guest star: Derek Wilson (Tek Knight), Omid Abtahi (Sameer Shah), David Andrews (senatore Calhoun), Tyrone Benskin (Elijah).
- Altri interpreti: Dan Mousseau (Webweaver), Reid Millar (Laddio), Zara Jestadt (guida turistica), Stuart Hefford (Patriottico), Kimmy Choi (ufficiale), Wayne Ward (miliardario Olio & Gas), John Coburn (amministratore delegato del fondo speculativo), Helly Chester (Legal Conservative), Devon Macdonald (dottore), Lucien Duncan-Reid (bambino), Natalie Sebatian (ospite facoltosa #1), Paul Gordon (ospite facoltoso #2), Sandy Kovack (ospite facoltoso #3), John de Toro (ospite facoltoso #4).

## L'infiltrato
- Titolo originale: The Insider
- Diretto da: Catriona McKenzie
- Scritto da: Paul Grellong

### Trama
Ryan prende parte a uno spettacolo di Natale organizzato dalla Vought, ma si sente a disagio per via dei messaggi espressi dal programma e si ribella in diretta televisiva. Nel frattempo, Patriota inizia a favorire Firecracker piuttosto che Sage e i due si mettono in proprio per trovare la talpa. Nel frattempo, al covo dei Boys tornano Frenchie, fatto uscire di prigione da Grace Mallory, e Butcher, il quale rivela di aver rapito Sameer e del virus anti-Super. Butcher riprende anche il comando del gruppo. Inoltre, A-Train rivela a L.M. che Sage sta pianificando l'omicidio del presidente Singer il 6 gennaio.
Butcher, Annie e Hughie dunque pedinano Sage, seguendola fino a un edificio dove vengono attaccati da una misteriosa donna. Dopo essere fuggita, la donna si rivela essere una mutaforma e cambia aspetto per far perdere le proprie tracce. Frenchie e Kimiko, nel frattempo, sorvegliano Sameer,  che sta ancora lavorando al virus. La ragazza però è arrabbiata con Frenchie, e si rifiuta di ascoltarlo. Latte Materno, d'altra parte, è in conflitto tra lasciare i Boys per scappare al sicuro con la sua famiglia o restare per sconfiggere Patriota e Neuman, ma un confronto con A-Train lo spinge a rimanere con la squadra.
Scoperto che i Boys erano alla festa di Tek Knight, Patriota, su incitazione di Firecraker, crede che Webweaver sia la talpa e dunque lo smembra. Abisso e Black Noir II vengono inviati da Patriota a uccidere i Boys nella loro base, ma i Boys riescono a sconfiggerli con l'aiuto di A-Train, che pertanto rivela ai Sette il suo tradimento. Mentre Firecracker cerca di consolare Patriota, abbattuto dalla scoperta del tradimento di A-Train, Sage rivela di aver sempre saputo che A-Train fosse la talpa, venendo licenziata da Patriota e lasciando i Sette.
Quando il virus è finalmente perfezionato, Sameer inietta il campione in Kimiko e fugge. Frenchie le amputa la gamba per impedirle di morire (la gamba poi ricresce sana grazie al fattore rigenerante di Kimiko), e i Boys da essa ottengono un campione del virus. Hughie parla con Victoria a casa sua per cercare di convincerla ad abbandonare i suoi piani, senza successo. In seguito, Annie e Hughie hanno un rapporto sessuale. Mentre Butcher collassa definitivamente sotto lo sguardo compiaciuto di Kessler, viene rivelato che la vera Annie è in realtà stata imprigionata poco prima in un luogo sconosciuto, mentre il mutaforma finge di essere lei.
- Special guest star: Tilda Swinton (Ambrosius).
- Guest star: Ann Cusack (Donna January), Omid Abtahi (Sameer Shah), Frances Turner (Monique), Erika Prevost (Tala).
- Altri interpreti: Dan Mousseau (Webweaver), Eddy Kaye (uomo losco), Naomi Frenette (donna), Patricia Wright-Domingue (anziana), Sarah D. McCarthy (Karen), Ai Barrett (Kimiko bambina), Madeleine Ortencio (avversaria di Kimiko), Caroline Brassard (agete del servizio segreto), Adriana Vasquez (cliente donna del bar), Gene Abella (SLLA Heavy), Nina Rolle (voce di Alexa), Tim Beresford (regista), Colin Penman (marionettista di Abisso), Kira Hall (marionettista di Firecracker), Jamie Shannon (marionettista di Patriota), Alexandra Montagnese (marionettista di Black Noir), Kanja Chen (marionettista di A-Train).

## Finale della quarta stagione
- Titolo originale: Season Four Finale
- Titolo alternativo: Assassination Run[4]
- Diretto da: Eric Kripke
- Scritto da: Jessica Chou e David Reed

### Trama
Mentre in tv viene annunciata l'espulsione di A-Train dai Sette e la cancellazione del suo film, Frenchie cerca di estrarre il virus dalla gamba amputata di Kimiko. Lo shock di aver quasi perso l'amica a causa del virus gli ha fatto capire di provare dei sentimenti più profondi per lei, dunque le confida quello che prova e i due si baciano. Intanto, la mutaforma che si finge Annie chiede a Hughie di sposarla, con grande gioia del ragazzo.
Butcher si riprende in un ospedale della CIA, dove riceve la visita di Mallory. L'allucinazione di Kessler si offre di sbloccare i suoi poteri dormienti, ma Butcher è convinto di stare per morire. Patriota, nel frattempo, trova la foto di Butcher e Becca che l'uomo aveva dato a Ryan e si infuria, portando il ragazzino a scappare dall'appartamento. Successivamente Patriota smaschera Victoria come Super in diretta TV, costringendola a chiamare Hughie e chiedergli di aiutarla a fuggire con sua figlia Zoe. Dopo aver scoperto che i file di Hughie su Neuman sono spariti (cancellati dalla mutaforma), i Boys vengono ingaggiati dal presidente Singer per proteggerlo, dal momento che l'uomo ha ricevuto diverse minacce da parte dei fanatici di Patriota. Hughie realizza che Annie è la mutaforma, e questa lo attacca. La vera Starlight, che nel frattempo è riuscita a fuggire, lo salva in tempo e, dopo una furiosa lotta, riesce ad uccidere la mutaforma.
Nel frattempo, Ryan raggiunge Butcher e Grace Mallory all'ospedale. I due informano Ryan della verità sui precedenti crimini di Patriota e gli dicono che deve ucciderlo. Ryan si rifiuta e, in preda al panico nello scoprire che la CIA vuole imprigionarlo qualora non collaborasse, uccide inavvertitamente Mallory durante la sua fuga, facendo sì che Butcher abbracci completamente il suo lato oscuro e accetti l'offerta di Kessler. Alla Torre dei Sette, Patriota ordina ad Ashley di compilare una lista di tutti di dipendenti della Vought che hanno informazioni su di lui e gli altri super. In seguito ordina ai Sette di uccidere tutte le persone sulla lista, inclusa Ashley stessa, la quale, per sopravvivere, si inietta il Composto V.
Frenchie riesce a estrarre il virus, mentre Victoria arriva al covo dei Boys con la figlia. Tuttavia, si presenta Butcher, che rivela i suoi superpoteri e li usa per uccidere Victoria, per poi prendere il virus e andarsene dicendo agli altri che non ha più bisogno di loro. I Boys, sconvolti, non possono far altro che portare Zoe all'orfanotrofio Red River.
Sage torna alla torre e rivela a Patriota che tutto è andato secondo il suo piano, avendo incastrato Singer per l'omicidio di Neuman: Singer viene pertanto accusato ed arrestato. La carica presidenziale passa quindi all'altro candidato, Calhoun, il quale giura fedeltà a Patriota e dichiara la legge marziale con un esercito di Super comandato da Patriota, e che comprende anche Cate Dunlap e Sam Riordan della Godolkin University. I Boys vengono pertanto tutti catturati dai Super, tranne Butcher e Annie. Durante la loro cattura, Cate fa il lavaggio del cervello a Frenchie, facendo in modo che una disperata Kimiko rompa il suo silenzio. Infine, Patriota scopre dove è tenuto prigioniero Soldatino, da lui ritenuto morto, ma in realtà di nuovo ibernato.
- Special guest star: Will Ferrell (se stesso), Jensen Ackles (Soldatino).
- Guest star: Maddie Phillips (Cate Dunlap), Asa Germann (Sam Riordan), David Andrews (senatore Calhoun), Laila Robins (Grace Mallory), Jim Beaver (Robert "Dakota Bob" Singer).
- Altri interpreti: Olivia Morandin (Zoe Neuman), Nneka Elliott (se stessa), Leigh Bush (Hailey Miller), David Reale (Evan Lambert), Sabrina Saudin (Also Ashley), Ess Hödlmoser (Cindy), Derek Johns (Salsiccia dell'amore), Bruce Novakowski (Doug Friedman), Mark Macrae (infermiere), John Leung (direttore di scena), Jennifer Baker (moglie di Calhoun), Peter Van Wart (giudice della Corte Suprema), Megan Smith (assistente sociale Red River).
- Curiosità: La puntata finisce con una dedica al padre dello Showrunner Eric Kripke, Larry Kripke, morto a 80 anni dopo una lunga battaglia contro il Parkinson.